# Ioan Voicea
Ioan Voicea (n. 1 martie 1949) este un fost deputat român în legislatura 1990-1992, ales în județul Bacău pe listele partidului FSN.